# علی‌اصغر آسیابری
علی‌اصغر آسیابری (زادهٔ ۲۴ تیر ۱۳۷۴ در قزوین) ورزشکار کاراته و عضو تیم ملی کاراته ایران است.
وی در مسابقات کاراته قهرمانی جهان ۲۰۱۶ به مدال برنز وزن ۷۵ کیلوگرم دست‌یافت.
وی همچنین مدال طلای مسابقات کاراته قهرمانی جهان ۲۰۱۸ در بخش «کومیته تیمی» را همراه با شش نفر دیگر از هم‌تیمی‌های خود به‌دست‌آورد.

## دستاوردها
| سال  | مسابقات                                | محل برگزاری       | رتبه | رویداد      |
| ---- | -------------------------------------- | ----------------- | ---- | ----------- |
| ۲۰۱۵ | مسابقات کاراته قهرمانی رده‌های سنی جهان | اندونزی           | سوم  | ۷۵ ک‌گ       |
| ۲۰۱۶ | کاراته قهرمانی جهان                    | اتریش             | سوم  | ۷۵ ک‌گ       |
| ۲۰۱۷ | بازی‌های جهانی                          | لهستان            | دوم  | ۷۵ ک‌گ       |
| ۲۰۱۷ | کاراته قهرمانی آسیا                    | قزاقستان          | اول  | کومیته تیمی |
| ۲۰۱۸ | پریمیر کاراته۱                         | امارات متحده عربی | سوم  | ۷۵ ک‌گ       |
| ۲۰۱۸ | کاراته قهرمانی آسیا                    | اردن              | دوم  | ۷۵ ک‌گ       |
| ۲۰۱۸ | کاراته قهرمانی جهان                    | اسپانیا           | اول  | کومیته تیمی |
| ۲۰۱۹ | پریمیر کاراته۱                         | فرانسه            | سوم  | ۷۵ ک‌گ       |
| ۲۰۱۹ | پریمیر کاراته۱                         | مراکش             | دوم  | ۷۵ ک‌گ       |
| ۲۰۱۹ | کاراته قهرمانی آسیا                    | ازبکستان          | اول  | کومیته تیمی |
| ۲۰۲۱ | بازی‌های همبستگی اسلامی                 | قونیه-ترکیه       | دوم  | ۷۵ ک‌گ       |